# مدرسه صنایع مستظرفه
مدرسهٔ صنایع مستظرفه را کمال‌الملک در سال ۱۳۲۹ قمری مطابق با ۱۲۸۹ خورشیدی در عمارت حوضخانه واقع در باغ نگارستان برای تدریس و توسعه نقاشی تأسیس کرد. در این مدرسه از سال ۱۳۰۲ خورشیدی، علاوه بر نقاشی، هنرهای دستی همچون منبت‌کاری، موزائیک‌سازی و قالی‌بافی هم تدریس می‌شد. چند سال بعد، زیر نظر کمال‌الملک ابوالحسن صدیقی بخش مجسمه‌سازی را نیز دایر کرد.
پس از مرگ کمال‌الملک مدرسه صنایع مستظرفه به دو مدرسه دیگر یعنی هنرستان کمال‌الملک و هنرستان هنرهای سنتی تقسیم شد.

## تاریخچه تأسیس
در سال ۱۲۸۹ کمال الملک از وزارت علوم (معارف) درخواست کرد دویست ذرع از اراضی نگارستان و دو هزار تومان پول در اختیار او بگذارد تا به سلیقه خود کارگاه و کلاس نقاشی دایر کند. به پیشنهاد معاون وزارت معارف، دویست ذرع به دو هزار ذرع افزایش یافت و درخواست به عنوان لایحه ای به کمیسیون بودجه مجلس شورای ملی فرستاده شد همراه با این توضیح که: «علم نقاشی از شعبه مهم معارف و در مملکت ایران بمرور از دست رفته است. وزارت معارف درصدد بود راهی برای پیشرفت این مقصود به دست آورد. از حسن اتفاق میرزا محمد خان کمال‌الملک که در این فن از جمله اساتید و برای تکمیل در اروپا سال‌ها زحمت کشیده است به صرافت طبع مایل گردیده مدرسه ترتیب دهد». کمیسیون دو جلسه مذاکره با صنیع الدوله وزیر علوم و کمال الملک گذاشت. در این جلسه مبلغ درخواستی کمال الملک برای تأسیس مدرسه ناکافی تشخیص داده شد اما کمال الملک تقبل کرد که اثاثیه مدرسه را خودش تأمین کند و گفت که دو هزار تومن برای راه اندازی مدرسه کافی است. کمیسیون هم لایحه را «موافق صرفه و صلاح دولت» دید و در هفتم امرداد برای تصویب به صحن علنی مجلس برد.
شیخ محمدحسین یزدی نماینده تهران در مخالفت با لایحه گفت: «امروز با این خرابیهای مملکتی و کارهای اساسی که داریم، مدرسه نقاشی دائر کردن خیلی غریب است». وکیل‌الرعایا نماینده همدان در پاسخ او گفت: «بنده آن مملکتی را خراب می‌بینم که در آن علم نیست و هر مملکتی که دارای علم است آن را نمی‌شود خراب گفت». اسدالله خان نماینده کردستان هم گفت: «اگر این مذاکرات را آقای کمال‌الملک بشنود محققاً از این اقدامی که به صراقت طبع میل کرده است بنماید دل سرد خواهد شد و یقین می‌دانم اگر این شخصی در اروپا می‌بود یک دقیقه او را نمی‌گذاشتند بیکار بماند. این قدر هم نباید مراقبت در نکات قانونی بنماییم. باید قدری هم مواظب آن باشیم که یک کسی را که می‌بایست از علوم او بهره‌مندند و مستفیض شویم این‌طور دل سرد نکنیم با این که اسم این تصویبی که امروز می‌گذرد عطیه گذاشتند این شخص می‌دانم به واسطه این که از معلومات او بهره می‌بریم نه این که او رهین منت ما باشد».
سرانجام از ۶۷ نماینده حاضر در مجلس، ۵۲ نفر رأی موافق، دو نفر رأی مخالف و سیزده نفر رأی ممتنع دادند. نمایندگانی که رأی مخالف دادند، حاج محمد اسماعیل کاشف نماینده خراسان و دکتر حیدر میرزا نماینده کرمان بودند. وزارت معارف بعداً با تقدیم لایحه ای به مجلس خواهان افزایش مبلغ دوهزار تومان به دوهزار و سیصد تومان شد که این درخواست به تصویب مجلس رسید و تنها دو تن از نمایندگان به این افزایش بودجه رأی مخالف دادند: سید حسن مدرس و شیخ علی خراسانی. هفت ماه پیشتر که اصل لایحه تأسیس مدرسه به مجلس برده شده بود، مدرس نماینده مجلس نبود.
کمال‌الملک در سال ۱۳۰۱ از وزارت معارف درخواست بودجه ای برای تأسیس رشته‌های صنایع دستی کرد. حاج محتشم‌السلطنه اسفندیاری وزیر معارف در سیزدهم دی آن سال لایحه‌ای به مجلس برد و خواستار ماهیانه یکهزار و دویست تومان از اول بهمن به بعد شد با تأکید بر اینکه، این مدرسه وقتی به راه بیفتد نه تنها هزینه‌های خود را تأمین خواهد کرد، بلکه درآمدزا نیز خواهد بود و «برای مملکت یک اساس سرمایه می‌شود». محتشم‌السلطنه در نطق خود در دفاع از این لایحه در مجلس گفت: «در این عالم حضیض صنایع و بی اعتنائی به این امر اساسی، فقط کسی که به قلت اسباب، هنر ایرانی را به میزان معلومات امروزه ثابت کرده، استاد معظم آقای کمال‌الملک است که علم و آگاهی و مراقبت خود را در ترویج و ترقی صنایع مستظرفه صرف نموده و از تربیت شاگرد و حسن اداره این کار نمونه عالی در ایران گذارده و خواسته‌اند به همه بفهمانند که لیاقت ایرانی از دیگران کمتر نیست». رشته‌هایی که در این لایحه برای تأسیس آنها برنامه‌ریزی شده بود عبارت بودند از: ۱. ترتیب ظروف و حسن اشکال آن از پست‌ترین درجه سفال تا عالی‌ترین ظروف صنعتی، ۲. کاشی سازی معرق و غیره، ۳. خاتمسازی، ۴. صنعت چوب از منبت کاری و نجاری و خراطی صنعتی، ۵. زرگری صنعتی با دستور و نقشه‌جات فنی، ۶. تذهیب، ۷. نقاشی به طرز چینی، ۸. خط، ۹. مینا، ۱۰. قالیبافی با اسلوب عالی و طرح صحیح قدیم و جدید، ۱۱. نساجی از قبیل مخمل و زری و شال و ترمه و قلمکار و غیره. ۱۲. گراور، ۱۳. ساختن چاقو و قیچی و چلنگری صنعتی، ۱۴. حکاکی، ۱۵ گلدوزی زنانه و کارهای سوزنی یدی و طرح‌ها و نقشه‌های فنی.

## تغییر نام به هنرستان
در نوزدهم اسفند ۱۳۱۲ با تصویب قانونی در مجلس شورای ملی نام همه مدارس صنعتی، از جمله مدرسه صنایع مستظرفه به هنرستان و عنوان معلمان آن به هنرآموز تغییر یافت.

## هنرستان کمال‌الملک
اسماعیل آشتیانی (۱۲۷۱–۱۳۴۹ خورشیدی) از شاگردان کمال‌الملک در سال ۱۲۹۰ شمسی وارد مدرسهٔ صنایع مستظرفه شد، پس از کناره‌گیری کمال‌الملک (۱۳۰۷ خورشیدی) ریاست مدرسه را بر عهده گرفت. او به سال ۱۳۰۹ سفری به اروپا داشت و در بازگشت هنرستان کمال‌الملک را تأسیس کرد و تا زمان بازنشستگی (۱۳۲۸ خورشیدی) در آن هنرستان مشغول به تدریس بود. ساختمان این مدرسه در ابتدا محل تجمع یهودیان بوده و اطلاعات چندانی از گذشته این ساختمان معلوم نیست. اما پس از پیروزی انقلاب ۱۳۵۷ ایران این هنرستان برای مدت‌ها تعطیل شد و بعدها تبدیل به صدا و سیمای جمهوری اسلامی ایران و بعدها تبدیل به هنرستان موسیقی شد. پس از طی چند سال رشته موسیقی از این هنرستان حذف شد و به جای آن، رشته‌های گرافیک، معماری و نمایش جایگزین شدند. اما در سال ۱۳۸۸ به دلایل نامعلوم رشتهٔ نمایش نیز از این هنرستان حذف گردید.

## آموزگاران
- گرتا دیتریش (مجسمه‌ساز، آموزگار مبانی هنر، فارغ التحصیل دانشگاه لودویگ ماکسیمیلیان مونیخ)

## هنرستان هنرهای سنتی
هنرستان هنرهای سنتی یا مدرسه صنایع مستظرفه سال ۱۲۸۹ توسط کمال الملک با تصویب مجلس شورای ملی تاسیس شد. در سال ۱۳۰۷ حکومت رضاخان پهلوی کمال الملک را مجبور به استعفا و به حسین آباد نیشابور تبعید کرد و سال ۱۳۱۲ نام مدرسه را با تصویب مجلس به هنرستان هنرهای سنتی تغییر داد.